# Munster, Moselle
Munster là một xã trong vùng Grand Est, thuộc tỉnh Moselle, quận Château-Salins, tổng Albestroff. Tọa độ địa lý của xã là 48° 54' vĩ độ bắc, 06° 54' kinh độ đông. Munster nằm trên độ cao trung bình là 248 mét trên mực nước biển, có điểm thấp nhất là %%alt mini%% mét và điểm cao nhất là %%alt maxi%% mét. Xã có diện tích 6,6 km², dân số vào thời điểm 2004 là 198 người; mật độ dân số là 30 người/km².

## Thông tin nhân khẩu
| 1962 | 1968 | 1975 | 1982 | 1990 | 1999 |
| ---- | ---- | ---- | ---- | ---- | ---- |
| 238  | 238  | 227  | 243  | 230  | 197  |